# Akaganeite
La akaganeite è un minerale.